# 皇甫神医
《皇甫神医》（又名《皇甫谧传奇》或《金针传奇》），2018年中国大陆古装剧，故事背景为三国两晋时期。导演李翰韬，主演陈浩民、焦恩俊、王鷗、樊少皇、周放，中国大陆古装剧。2014年12月杀青。本劇於2018年9月5日在韓國中華TV首播。台灣OTT由LiTV 線上影視全劇上架。

## 剧情
三国两晋时期，司马家族发迹，司马懿工于心计，在熬死曹操、曹丕之后，逐渐进入政权中心，诛杀曹爽之后，司马懿三父子更是为所欲为，为了巩固政权，司马家族拉拢魏晋名士，皇甫谧、嵇康等竹林七贤被迫逃避时局而隐居，但是仍然难免杀身之祸。

## 演出
| 演员   | 角色   | 备注 |
| 陈浩民 | 皇甫谧 |      |
| 樊少皇 | 布准   |      |
| 王鸥   | 香苓   |      |
| 周放   | 英慧   |      |
| 焦恩俊 | 皇上   | 皇帝 |
| 陈继铭 | 司马魁 |      |
| 王泫伊 | 丽妃   |      |
| 肖聪   | 梁柳   |      |
| 张默锡 | 云婉   |      |